# Сальпиглоссис выемчатый
Сальпигло́ссис вы́емчатый, также Сальпигло́ссис изви́листый (лат. Salpiglossis sinuata), — однолетнее травянистое растение из Чили и Аргентины, вид рода Сальпиглоссис (Salpiglossis) семейства Паслёновые (Solanaceae) порядка Паслёноцветные (Solanales), типовой вид рода.
Высота растений — до одного метра, диаметр цветков — до 7,5 см, окраска венчиков — пёстрая с рисунком, при этом фон может быть очень разным: от белого до тёмно-красного, коричневого и фиолетового. Как красивоцветущее декоративное растение культивируется во многих странах, в том числе на срезку. Выведены различные сорта. В «Энциклопедическом словаре Брокгауза и Ефрона» (1900) этот вид назван «излюбленным растением в наших цветниках».

## Распространение
Естественный ареал вида весьма ограничен: это южная и центральная части Чили, а также южная и северо-западная части Аргентины.
Как заносное растение сальпиглоссис выемчатый встречается в Бельгии и на юге европейской части России.

## Биологическое описание
Однолетнее растение высотой от 40 см до одного метра и до 40 см в поперечнике.
Стебель прямой, тонкий, малоразветвлённый. Листья ярко-зелёные, длиной от 7,5 до 15 см. Прикорневые листья отличаются от стеблевых: первые — с черешками, продолговатые, выемчатые (выемчато-лопастные), вторые — сидячие, узкие, с цельными краями листовой пластинки. И стебель, и листья опушены липкими железистыми волосками.

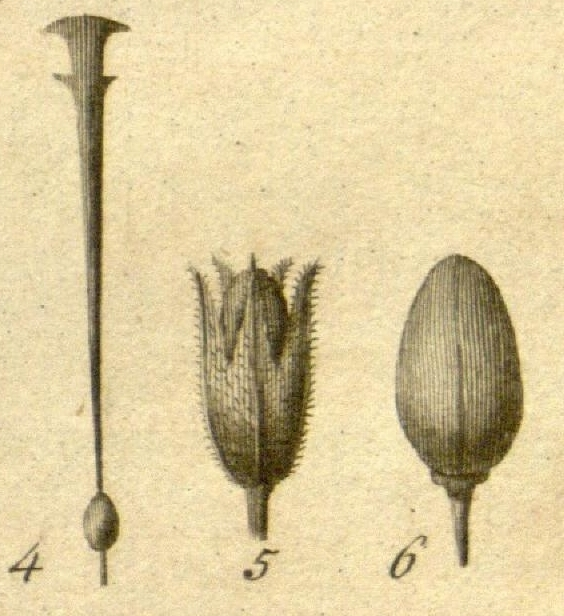
Salpiglossis. Фрагмент ботанической иллюстрации Доменико Пронти из второго издания работы Иполито Руиса и Хосе Павона Florae peruvianae, et chilensis prodromus… (1797, иллюстрация XIX). Пестик (4) [показаны завязь, столбик и рыльце]; плод, окружённый чашечкой (5); плод без чашечки (6)

Цветки верхушечные, одиночные, на длинных цветоножках, с пятираздельной чашечкой и воронковидным (косоворонковидным) венчиком. Венчик состоит из длинной трубки и отгиба, который, в свою очередь, состоит из пяти широких выемчатых долей; диаметр венчика составляет от 5 до 6 см (у садовых форм — от 2,5 до 7,5 см).
Для лепестков характерно большое число жилок; все пять лепестков — полностью сросшиеся.

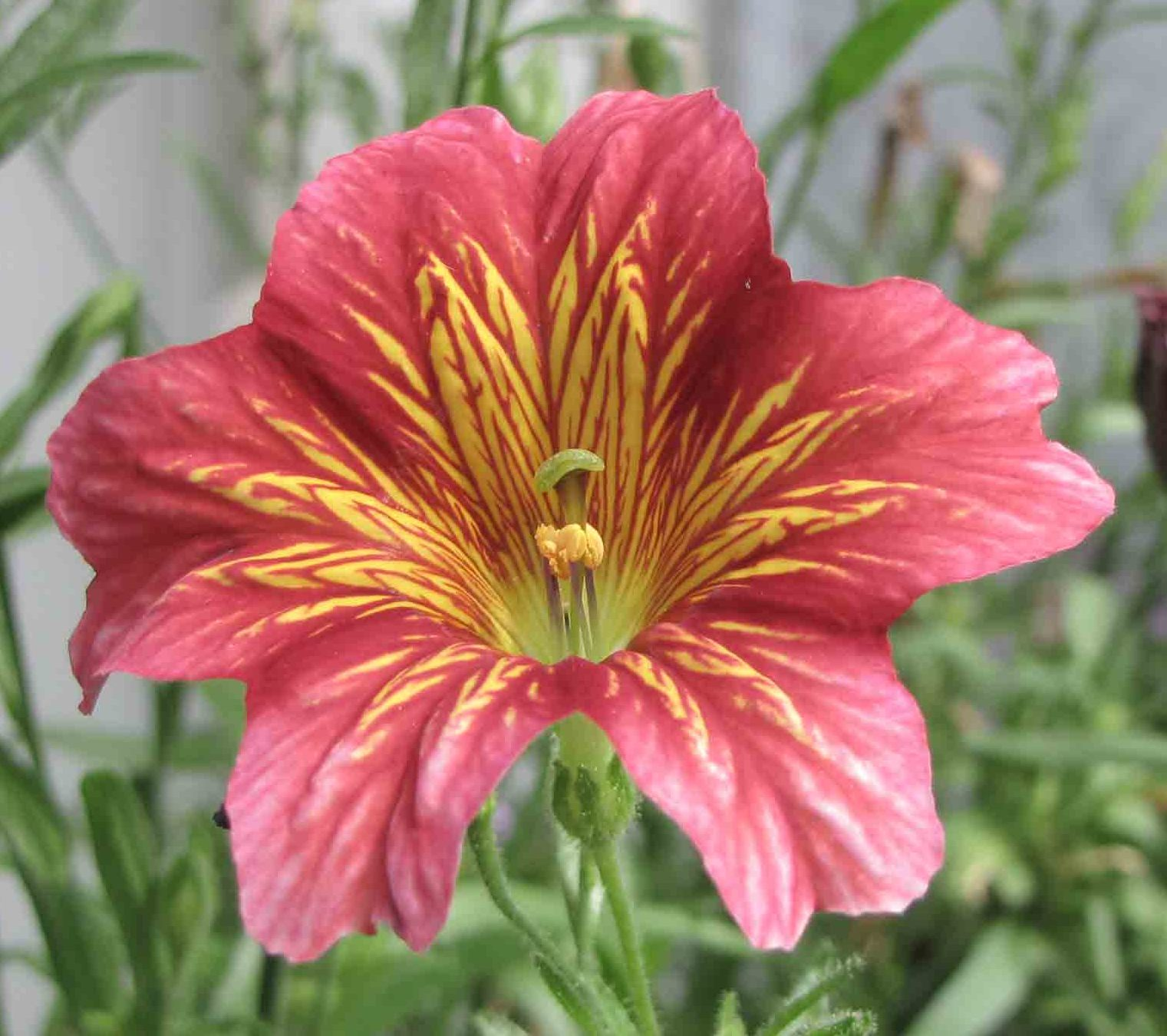
Цветок сальпиглоссиса выемчатого крупным планом. Бирмингемские ботанические сады, Бирмингем, Великобритания

Окраска венчиков — пёстрая с рисунком: на фоне, который может быть очень разным (ярко-жёлтым, красноватым, коричневым, голубым, белым, светло-жёлтым, розовым, светло-коричневым, фиолетовым, красным, красно-коричневым, сине-фиолетовым), расположен рисунок из точек, полосок и жилок более тёмного цвета (авторы публикаций про сальпиглоссис называют его «мраморным» и «оригинальным»). По мнению канадского исследователя паслёновых Уильяма Д'Арси, такая изменчивость окраски цветков позволяет предположить, что данный вид в действительности объединяет несколько таксономических элементов. Сочетания цветов и оттенков могут быть «очень эффектными». Дополнительную привлекательность венчику придаёт бархатистость его поверхности.

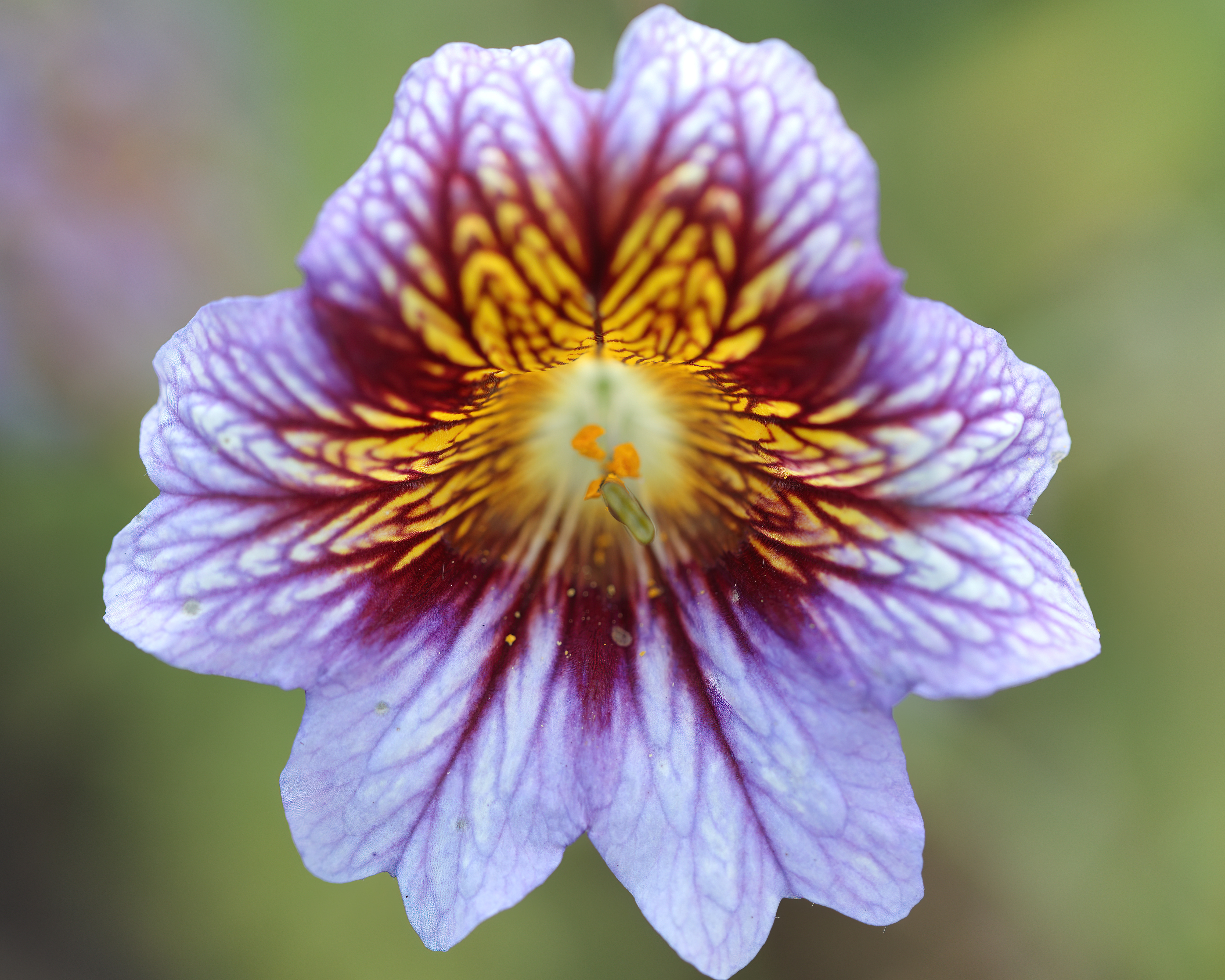
Цветок сальпиглоссиса выемчатого крупным планом. Ботанический сад Роже-Ван-ден-Хенде Университета Лаваля, Квебек, Канада

Число тычинок — четыре либо пять, все они имеют одинаковую длину, расположены глубоко в цветочной трубке. Иногда в цветке, кроме нормально развитых тычинок, присутствуют также и стаминодии; также наблюдаются цветки, в которых одна или несколько тычинок редуцированы, но продолжают оставаться фертильными, при этом, по мнению Д’Арси, сколько-нибудь отчётливого проявления двусилия — схемы строения цветка, при которой из четырёх тычинок две являются укороченными, — не наблюдается (хотя вид в протологе был отнесён в соответствии с системой Линнея именно к классу Didynamiae (Двусильные)). Рыльце расширенное, с двумя «плечами», а также с бороздками (углублениями).
Цветки собраны в рыхлые кистевидные или метельчатые соцветия. Время цветения, указанное в литературе, относящейся к Северному полушарию, — с июня по июль (по другим сведениям — с июня по октябрь). В протологе вида говорится, то растения, произрастающие в Чили, цветут в ноябре и декабре.
Плод — двугнёздная коробочка овальной формы с многочисленными мелкими семенами.

## Химический состав, биологическая активность
В растении найден изопеллетьерин — пиперидиновый алкалоид, обладающий антигельминтными свойствами.

## Культивирование
В культуре — примерно с 1820 или 1830 года. Выведены различные сорта, отличающие по высоте растений, окраске венчика, а также рисунку на лепестках.
Растение используют в пёстрых цветниках, для украшения бордюров, в рабатках и групповых посадках; иногда применяют для озеленения городов. Пригодны для выращивания в качестве горшочной культуры, в подвесных корзинах (кашпо), а также в оранжереях. Кроме того, сальпиглоссис выемчатый выращивают на срезку. Английское общеупотребительное название растения — Painted Tongue («раскрашенный язык»).

### Агротехника

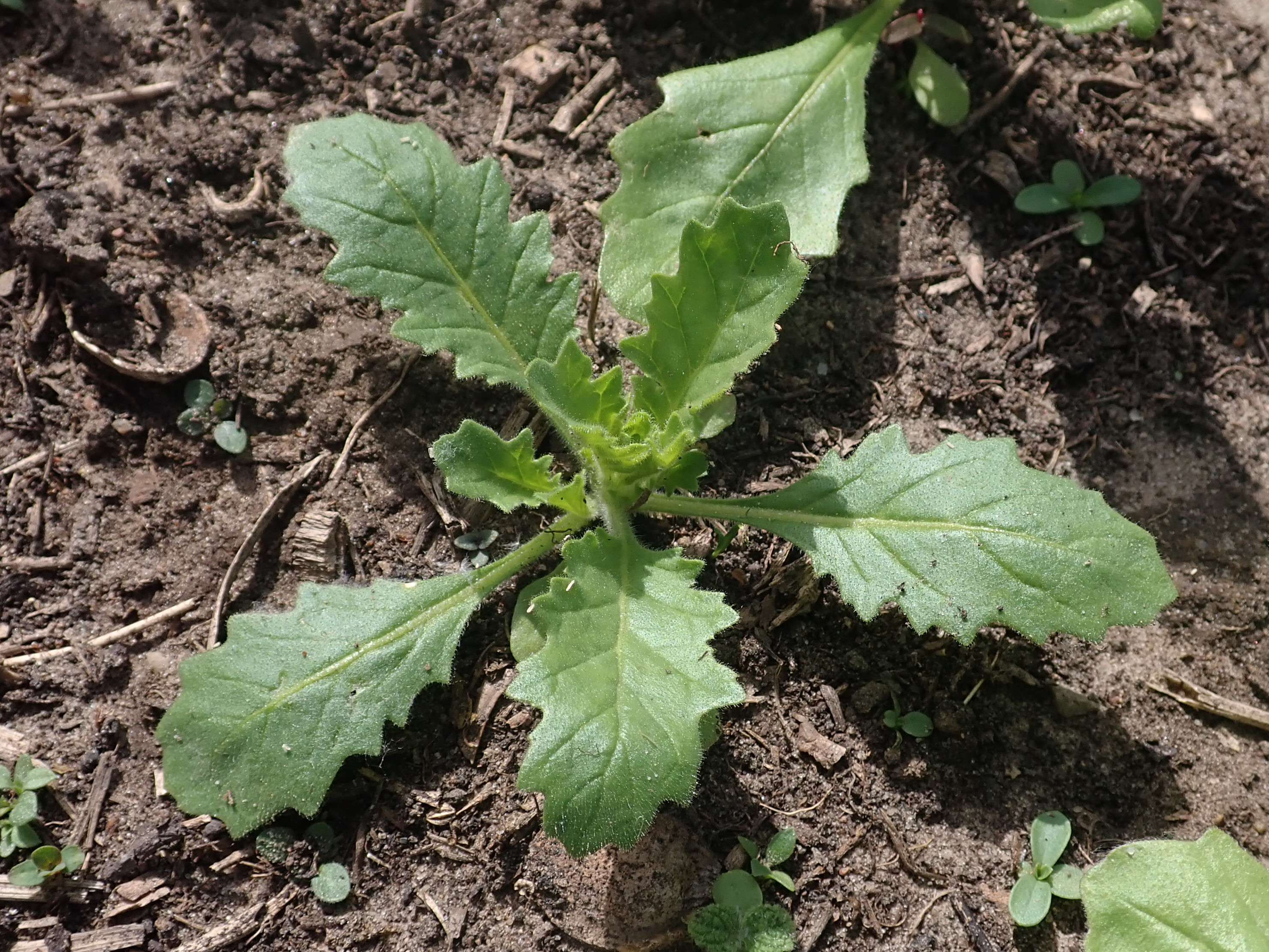
Сеянец сальпиглоссиса выемчатого

В культуре растения размножают семенами. Расстояние между растениями на постоянном месте должно быть 20—30 см. Пересадку растения переносят плохо, не всегда её выдерживают, поэтому, если есть такая возможность, семена желательно сажать на то место, где растения будут расти постоянно. В условиях умеренного климата семена обычно сажают в апреле, всходы пикируют по три штуки в горшки диаметром 9 см либо в парники, в открытый грунт рассаду высаживают после того, как минует угроза заморозков (обычно в начале июня). Семена сохраняют всхожесть в течение 4—5 лет.
Лучше всего сальпиглоссис выемчатый растёт на суглинистой почве, которая одновременно является влагопроницаемой (хорошо дренированной) и постоянно умеренно влажной; ни переувлажнения, ни пересыхания растение не переносит. Желательно, чтобы почва была умеренно плодородной, но с высоким содержанием органических веществ. Подкармливать растение следует в очень небольшом количестве, учитывая, что оно очень чувствительно к азотным удобрениям.
Оптимальные условия для выращивания сальпиглоссиса выемчатого — защищённые от ветра солнечные места в регионах с мягким климатом и прохладным летом, обеспечивающие растению по крайней мере шесть часов прямого солнечного света в день. Заморозков растение не переносит. В регионах с летней жарой растения лучше сажать в местах с некоторым дневным затенением, а почву вокруг растений мульчировать, чтобы корни не перегревались; в условиях повышенной температуры растения могут поникать. Чтобы цветение было более обильным, растения прищипывают, с этой же целью обрывают увядшие цветки, тем самым стимулируя образование новых цветков. Для особо высоких экземпляров могут потребоваться подпорки.
Среди насекомых-вредителей наибольшей проблемой для растения являются тли.

## Таксономия и классификация

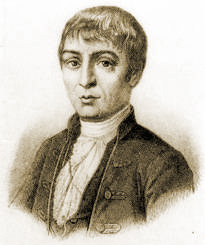
Иполито Руис Лопес, один из авторов первого действительного описания вида Salpiglossis sinuata

Первое действительное описание вида Salpiglossis sinuata было опубликовано в 1798 году в Мадриде испанскими ботаниками Иполито Руисом Лопесом и Хосе Павоном в работе Systema vegetabilium florae Peruvianae et Chilensis, characteres prodromi genericos differentiales, specierum omnium differentias… (с лат. — «Система растений перуанской и чилийской флоры, введение в отличительные родовые признаки, полные видовые отличительные признаки…»). В соответствии с половой системой классификации Линнея, используемой в этой работе, вид отнесён к XIV классу (Didynamiae, Двусильные), а внутри класса — к порядку Angiospermia.
Руис и Павон включили новый вид в род Salpiglossis, который был установлен этими же авторами в 1794 году. В протологе рода авторы писали, что род состоит из единственного вида, но его названия не указывали, лишь сообщали, что это травянистое растение. В 1797 году в Риме вышло второе издание этой работы, «расширенное и исправленное», но и в нём название единственного вида не было указано.
Протолог вида состоит из двух частей — краткого описания рода (существенно более краткого, чем в протологе рода), в котором по несколько слов уделено чашечке, венчику, тычинкам, столбику, рыльцу и плоду, и, также краткого, описания вида. Начинается это описание с традиционной характеристики вида в форме названия рода и «дифференции» — перечня отличительных видовых признаков: «Сальпиглоссис с ланцетными выемчато-зубчатыми листьями» (лат. S. foliis lanceolatis sinuato-dentatis). Далее авторы цитируют описание растения из второго тома работы французского естествоиспытателя Луи Фелье (1660—1732) Journal des observations physiques, mathematiques et botaniques… (с лат. — «Журнал физических, математических и ботанических наблюдений…»), опубликованной в 1714 году: «растение, похожее на Rapuntium [ = Lobelia L.], с выемчатыми листьями и очень большими кроваво-красными полосатыми цветками» (лат. Rapuntii facie, foliis sinuatis, flore amplissimo sanguineo et striato). Авторы также указывают, что растение травянистое, имеет два фута в высоту, описано из Чили, а время его цветения — ноябрь и декабрь.
Salpiglossis sinuata Ruiz & Pav. по состоянию на начало 2024 года — один из трёх (по данным Plants of the World Online) либо двух (по данным WFO Plant List) принятых (признанных) видов рода Сальпиглоссис (Salpiglossis), входящего в состав трибы Сальпиглоссовые (Salpiglossideae) подсемейства Броваллиевые (Browallioideae) семейства Паслёновые (Solanaceae).

### Синонимы
По информации базы данных Plants of the World Online  (на начало 2024 года), в синонимику вида входят следующие названия (все они являются гетеротипными):
- Phyteuma tricolor Molina (1810)
- Salpiglossis atropurpurea Graham (1827)
- Salpiglossis aurea Jacques & Hérincq (1850)
- Salpiglossis barcklayana Penny ex G.Don (1832)
- Salpiglossis barclayana Sweet (1831)
- Salpiglossis coccinea Lindl. & Paxton (1852)
- Salpiglossis fulva Court. (1833)
- Salpiglossis hybrida E.Vilm. (1863)
- Salpiglossis intermedia Sweet (1831)
- Salpiglossis picta Sweet (1828)
- Salpiglossis purpurea Miers (1826)
- Salpiglossis straminea Hook. (1827)
- Salpiglossis variabilis E.Vilm. (1866)